# Pfarrkirche Schnaditz

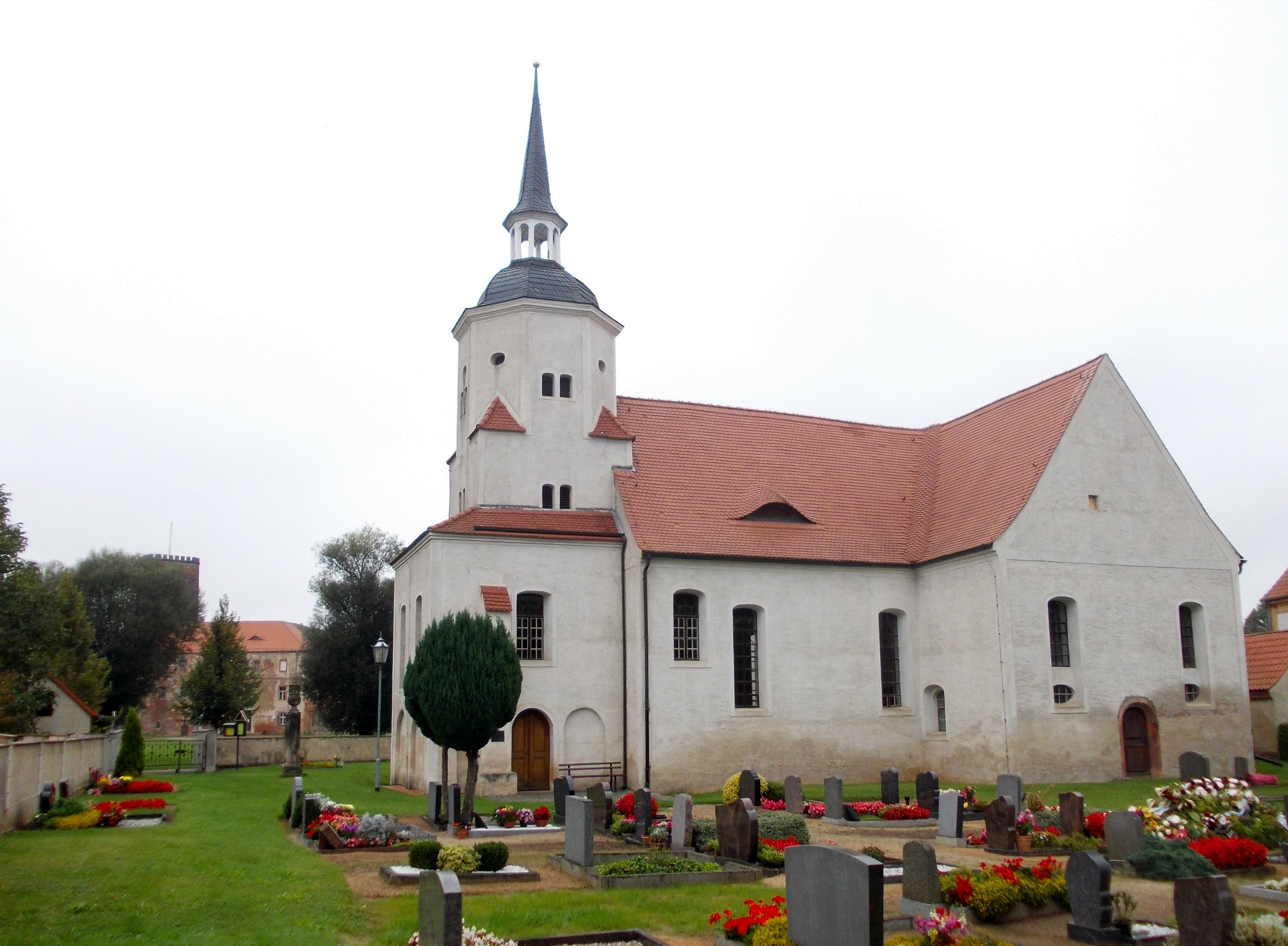
Pfarrkirche Schnaditz mit Friedhof

Die evangelische Pfarrkirche Schnaditz ist eine im 17. Jahrhundert erbaute barocke Kirche in Schnaditz, einem Stadtteil von Bad Düben.

## Geschichte

### Errichtung

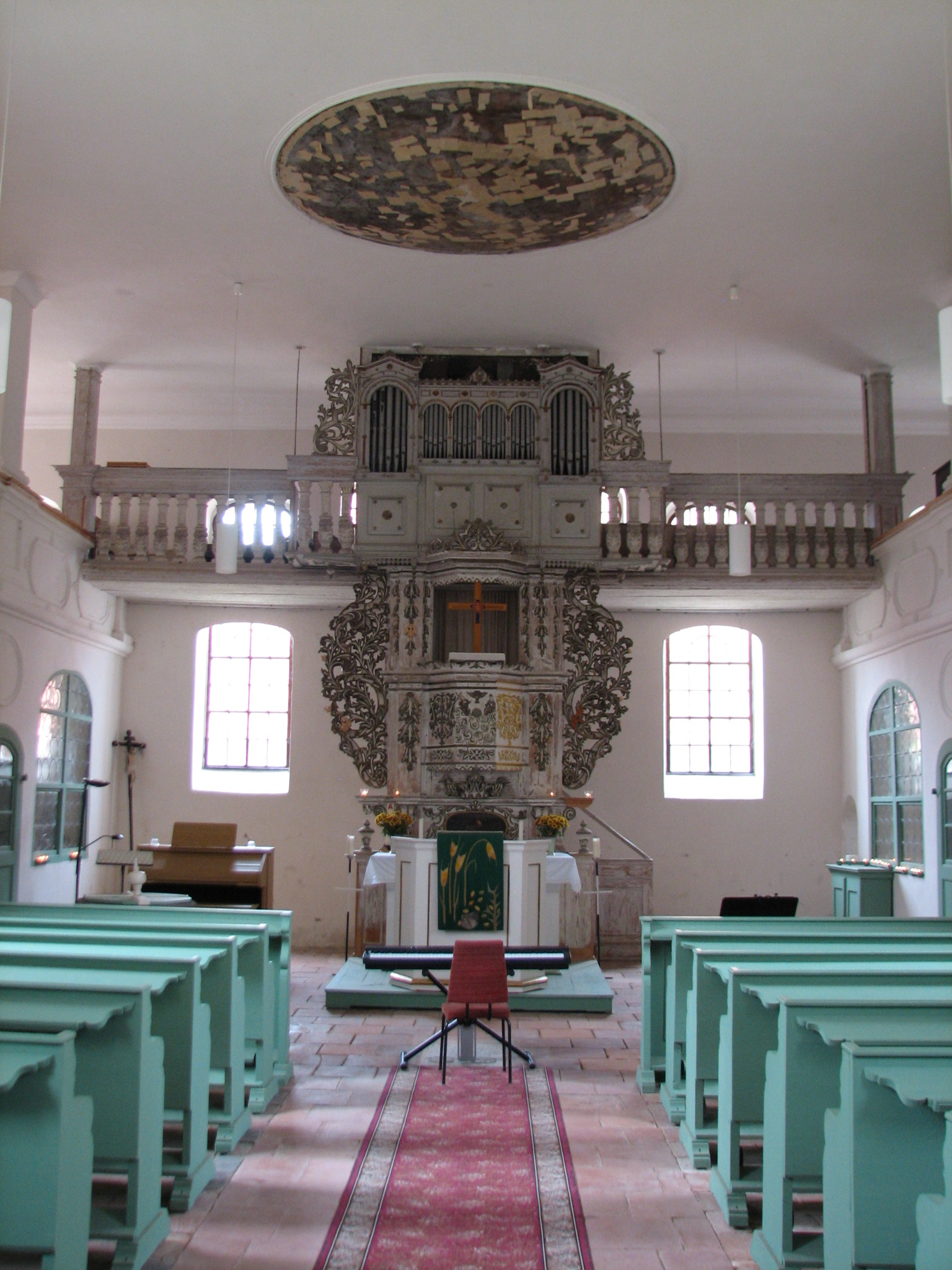
Innenraum

Die Kirche wurde im 17./18. Jahrhundert erbaut. Der Turm stammt aus dem Jahr 1686, das Kirchenschiff kam 1716 dazu, das restliche Bauwerk wurde in den Jahren 1714 bis 1717 errichtet. Die Kirche ist eine Saalkirche und zählt zum barocken Baustil. Beim Baukörper handelt es sich um einen verputzten Backsteinbau mit querhausartiger Erweiterung, geradem Ostschluss, Westturm auf quadratischem Grundriss, oktogonales Obergeschoss mit geschweifter Haube, Laterne und hoher Spitze sowie Renaissanceportale. Selten ist der Grundriss, denn er wurde nach dem Antoniuskreuz angelegt. Der Innenraum ist flachgedeckt, das Turmuntergeschoss besitzt ein Kreuzgratgewölbe, eine Patronatsloge, einen Kanzelaltar, eine Empore sowie eine Orgel von Nicolaus Schrickel.

### Grabdenkmäler

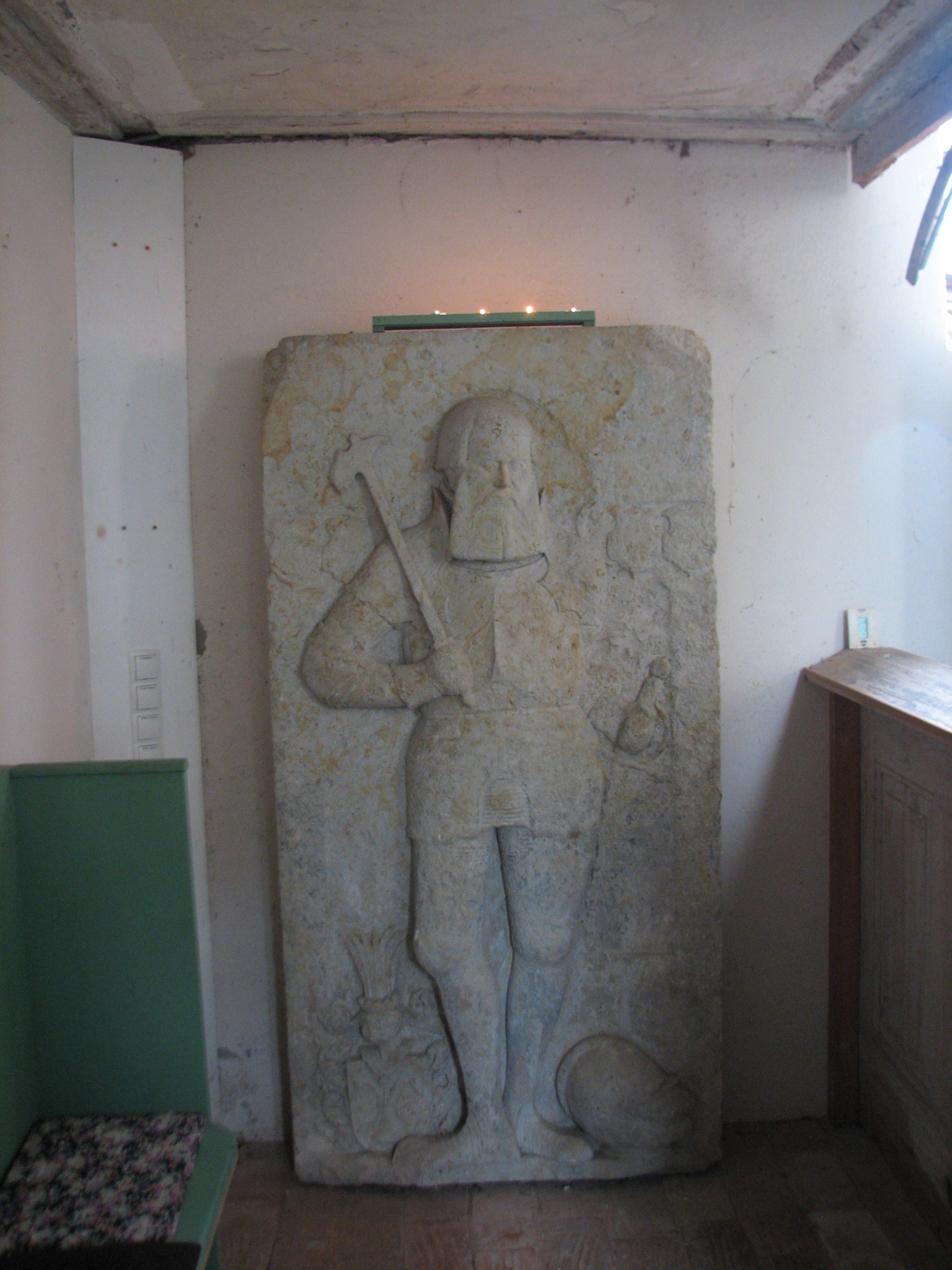
Epitaph

In der Kirche befindet sich ein Epitaph der Familie von Zaschnitz. Auf dem Friedhof gibt es 14 Grabdenkmäler der Familie von Zaschnitz aus dem 16./17. Jahrhundert, ein Totenschild von Leberecht von Bülow aus dem Jahr 1663 sowie ein klassizistisches Grabdenkmal für Caroline Leopoldine Jaspern aus dem 18. Jahrhundert.